# Feliniopsis albiorbis
Feliniopsis albiorbis är en fjärilsart som beskrevs av W. Warren 1912. Feliniopsis albiorbis ingår i släktet Feliniopsis och familjen nattflyn. Inga underarter finns listade i Catalogue of Life.